# ماريا لفوفا بيلوفا
ماريا أليكسييفنا لفوفا بيلوفا (الروسية: Мария Алексеевна Львова-Белова) (بالإنجليزية: Maria Alekseyevna Lvova-Belova)، (25 أكتوبر 1984)، هي سياسية روسية تشغل منصب المفوض الرئاسي لحقوق الطفل في روسيا منذ عام 2021.
في 17 مارس 2023، أصدرت المحكمة الجنائية الدولية مذكرة توقيف تتهم ماريا بالمشاركة في الترحيل غير القانوني لأطفال من أوكرانيا إلى روسيا خلال الغزو الروسي لأوكرانيا في عام 2022.

## حياتها المهنية
ولدت ماريا وعاشت في بينزا، وتخرجت من كلية إيه إيه أرخانجيلسكي للثقافة والفنون عام 2002 حيث درست الموسيقى. بين عامي 2000 و 2005، عملت معلمةً للغيتار في مدارس الموسيقى للأطفال في بينزا، وشاركت في تأسيس وترأست منظمة بينزا الإقليمية العامة لتعزيز التكيف الاجتماعي "Blagovest".
من 2011 إلى 2014، ومن 2017 إلى 2019، كانت ماريا عضوًا في الغرفة المدنية في مقاطعة بينزا. في عام 2019، جرى انتخابها رئيسًا مشاركًا للمقر الإقليمي لجبهة عموم روسيا الشعبية.
انضمت ماريا إلى حزب روسيا المتحدة، حيث مُنحت بطاقة الهوية في 23 نوفمبر 2019 من رئيس الوزراء دميتري ميدفيديف. في 24 نوفمبر، انتُخبت لعضوية هيئة رئاسة المجلس العام لحزب روسيا المتحدة، وأصبحت الرئيس المشارك لمجموعة العمل لدعم المجتمع المدني. في سبتمبر 2020، أعيد انتخاب حاكم مقاطعة بينزا إيفان بيلوزيرتسيف، فعُينت في مجلس الاتحاد الروسي من الفرع التنفيذي في المقاطعة. بعد الانتخابات المبكرة لعام 2021، أعاد أوليج ميلينشينكو تعيينها.
في 27 أكتوبر 2021، عين الرئيس الروسي فلاديمير بوتين ماريا لفوفا بيلوفا في منصب مفوض اتحادي لحقوق الطفل، بعد شهر واحد من تعيين المفوضة السابقة آنا كوزنتسوفا نائبة في البرلمان.
اتهم المسؤولون الأوكرانيون والبريطانيون ماريا بالإشراف على الترحيل القسري وتبني الأطفال من أوكرانيا خلال الغزو الروسي في عام 2022. بعد الغزو، فُرضت عقوبات عليها من المملكة المتحدة في يونيو 2022، ومن الاتحاد الأوروبي في يوليو 2022، ومن الولايات المتحدة في سبتمبر 2022، ومن اليابان في يناير 2023.
أصدرت المحكمة الجنائية الدولية مذكرة توقيف بحق ماريا في 17 مارس 2023، بدعوى مسؤوليتها عن الترحيل غير القانوني للأطفال من أوكرانيا إلى روسيا أثناء الغزو، وقد صدرت مذكرة مماثلة بحق بوتين.

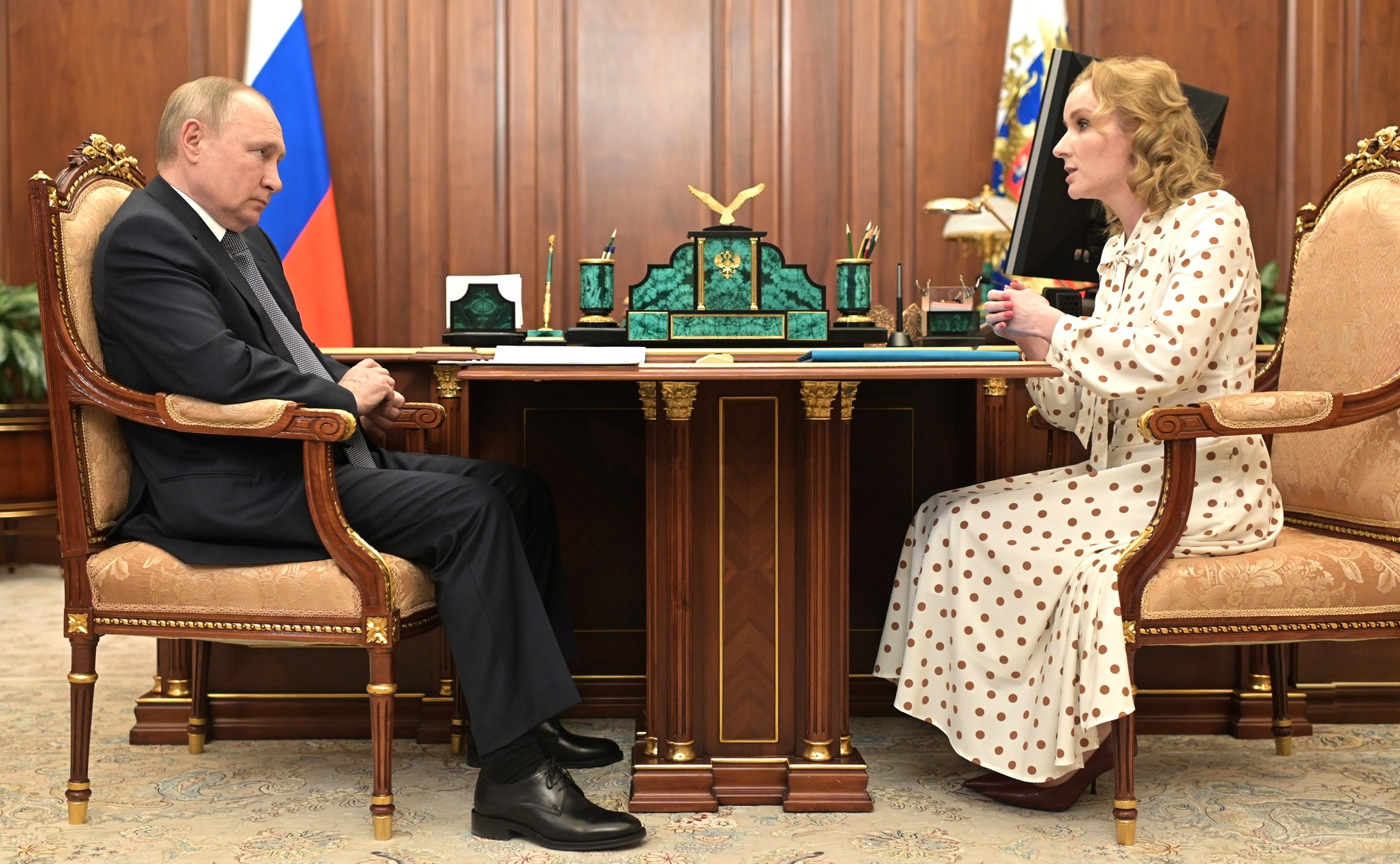
لقاء ماريا مع الرئيس الروسي فلاديمير بوتين (مارس 2022)

## حياتها الشخصية
تزوجت ماريا من بافيل كوجلمان، وهو كاهن في الكنيسة الأرثوذكسية الروسية ومبرمج سابق، منذ عام 2003. ولديها خمسة أطفال بالإضافة إلى ثمانية عشر طفلاً بالتبني. وُلد أطفالها في أعوام 2005، 2007، 2010، 2014، و2018. في فبراير 2023، تبنت صبيًا يبلغ من العمر 15 عامًا من ماريوبول الأوكرانية، مما أثار جدلاً بسبب عمليات الاختطاف المتزامنة.